# 400미터 허들

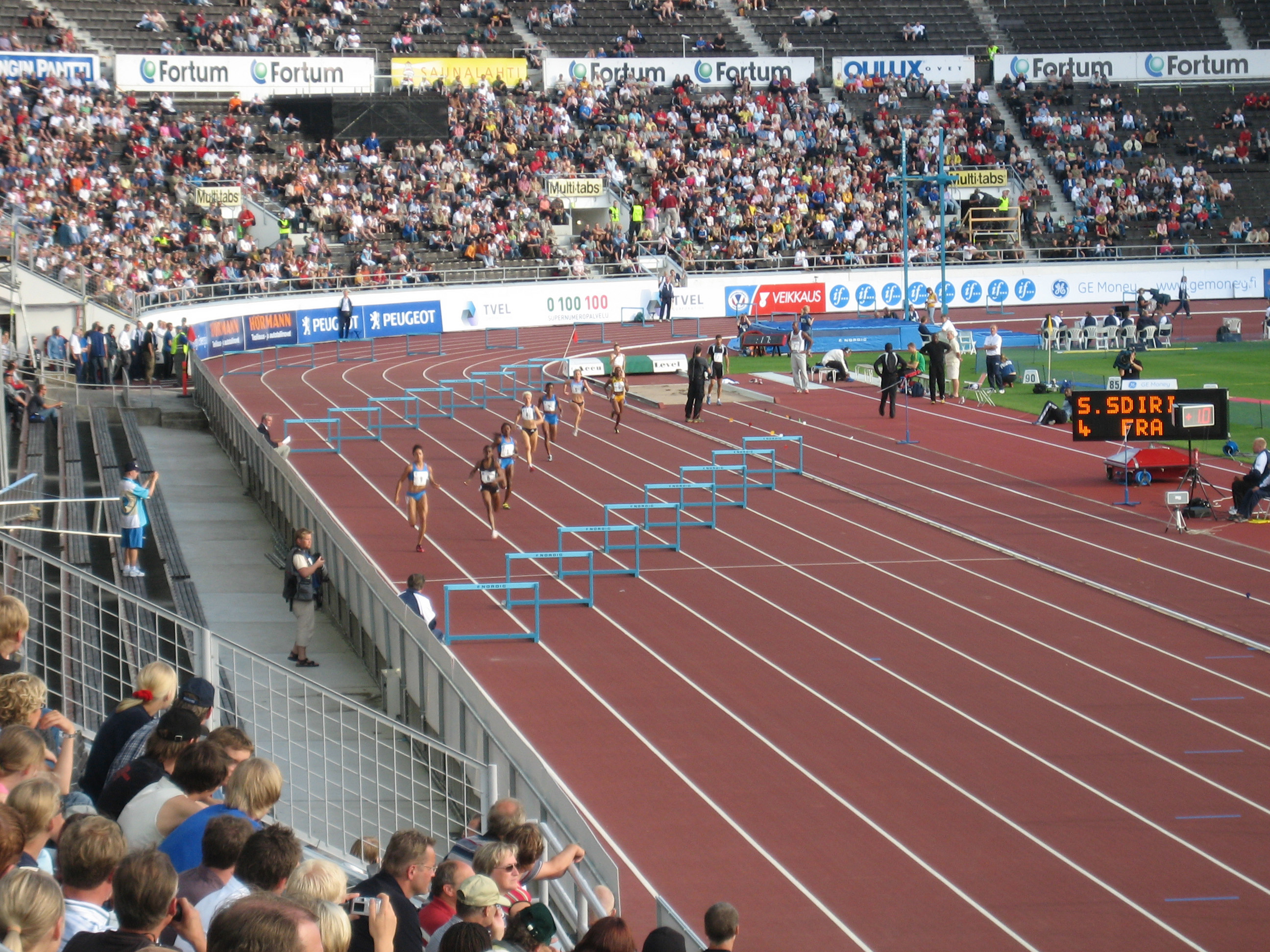

400미터 허들은 장애물 달리기 종목이다. 남자부 경기는 1900년 하계 올림픽때 올림픽 종목으로 처음 채택되었고, 여자부 경기는 1984년 하계 올림픽때 올림픽 종목으로 처음 채택되었다. 
표준 실외 트랙에서 400m는 경기장 주변 안쪽 트랙의 길이다. 선수는 블록을 출발한 후 자신의 레인을 유지해야 하고, 출발선부터 45m 지점부터 각 35m 간격으로 설치된 10개의 장애물을 넘어야 한다. 마지막 허들을 넘으면 결승선까지는 40m다.
허들의 배치는 1~8번까지 계단식이고, 9~10번은 일직선으로 되어 있다.